# 新田滋
新田 滋（にった しげる、1962年9月20日 - ）は、日本の経済学者。専修大学経済学部教授。経済学博士。専攻は経済学原理論・段階論・方法論。宇野学派のマルクス経済学者の一人。

## 略歴
- 1962年 東京都生まれ。
- 1986年 中央大学法学部法律学科卒業。
- 1993年 東京大学大学院経済学研究科博士課程修了。

茨城大学人文学部助教授を経て、専修大学経済学部教授。

## 著書
単著
- 『段階論の研究――マルクス・宇野経済学と「現在」』御茶の水書房、1998年
- 『超資本主義の現在――極端な資本主義と脱・資本主義との交錯としての』御茶の水書房、2001年
- 『恐慌と秩序――マルクス<資本論>と現代思想』情況出版、2001年

訳書
- 『ハーバマスと公共圏』クレイグ・キャルホーン編、山本啓共訳　未來社、1999年